# 중국 여자 배구 국가대표팀
중국 여자 배구 국가대표팀(중국어 간체자: 中国国家女子排球队, 정체자: 中國國家女子排球隊)은 중화인민공화국을 대표하여 국가대항전에 참가하는 여자 배구 국가대표팀으로 중국 배구 협회에 의해 운영된다.

## 대회 성적

### 올림픽
- 1984년 —  금메달
- 1988년 —  동메달
- 1992년 — 7위
- 1996년 —  은메달
- 2000년 — 5위
- 2004년 —  금메달
- 2008년 —  동메달
- 2012년 — 5위
왕이메이, 미양, 후이뤄치, 추진링, 장시안, 웨이퀴유에(c), 양준징, 샨다나, 수윤리, 정춘레이, 마윈원, 장레이. 감독 : Yu Juemin
- 2016년 —  금메달
위안신웨, 주팅, 양팡슈, 공샹위, 웨이추웨, 장창닝, 루샤오통, 쉬윈리, 후이뤄치(c), 린리, 딩샤, 얀니. 감독 : 랑핑
- 2020년 — 9위
- 2024년 —

### 세계 선수권 대회
- 2006년 — 5위
- 2010년 — 10위
- 2014년 —  은메달
- 2018년 —  동메달

## 팀

### 현재 명단
2020년 하계 올림픽 여자 배구 대륙간 예선에 출전한 중국 여자 배구 국가대표팀 14명 명단이다. 
감독: 랑핑
| 번호 | 이름       | 포지션 | 출생일           | 키    | 몸무게 | 스파이크 높이 | 블로킹 높이 | 2019년 소속팀 |
| ---- | ---------- | ------ | ---------------- | ----- | ------ | ------------- | ----------- | ------------- |
| 1    | 위안신웨   | 센터   | 1996년 12월 21일 | 201cm | 78kg   | 317cm         | 311cm       | 바이          |
| 2    | 주팅 (c)   | 레프트 | 1994년 11월 29일 | 198cm | 78kg   | 327cm         | 300cm       | 톈진          |
| 6    | 공샹위     | 라이트 | 1997년 4월 21일  | 186cm | 72kg   | 313cm         | 302cm       | 장수          |
| 7    | 왕위안위안 | 센터   | 1997년 7월 14일  | 195cm | 75kg   | 312cm         | 300cm       | 톈진          |
| 8    | 정춘레이   | 라이트 | 1989년 11월 3일  | 187cm | 67kg   | 315cm         | 315cm       | 베이징        |
| 9    | 장창닝     | 레프트 | 1995년 11월 6일  | 193cm | 80kg   | 315cm         | 303cm       | 장수          |
| 10   | 루샤오통   | 레프트 | 1990년 2월 16일  | 188cm | 80kg   | 312cm         | 300cm       | 베이징        |
| 11   | 야오디     | 세터   | 1992년 8월 15일  | 182cm | 65kg   | 306cm         | 298cm       | 톈진          |
| 12   | 리잉잉     | 레프트 | 2000년 2월 19일  | 192cm | 71kg   | 302cm         | 294cm       | 톈진          |
| 14   | 정이씬     | 센터   | 1995년 5월 6일   | 187cm | 71kg   | 316cm         | 307cm       | 푸젠          |
| 15   | 린리       | 리베로 | 1992년 7월 5일   | 171cm | 65kg   | 294cm         | 294cm       | 푸젠          |
| 16   | 딩샤       | 세터   | 1990년 1월 13일  | 180cm | 67kg   | 305cm         | 300cm       | 랴오닝        |
| 17   | 얀니       | 센터   | 1987년 3월 2일   | 192cm | 74kg   | 317cm         | 306cm       | 랴오닝        |
| 18   | 왕멍지에   | 리베로 | 1995년 11월 14일 | 172cm | 65kg   | 289cm         | 280cm       | 산둥          |

### 감독
- 랑핑 (2013년-2021년)
- 차이빈 (2022년-현재)